# Сарджент, Чарльз Спрэг
Чарльз Спрэг Са́рджент (англ. Charles Sprague Sargent, 21 апреля 1841, Бостон, США — 22 марта 1927, Бруклайн, штат Массачусетс, США) — американский ботаник, первый директор Арнольд-Арборетума (англ. Arnold Arboretum), Ботанического сада имени Арнольда в Гарвардском университете.

## Путь в науке
Учился в Гарвардском колледже (закончил в 1862 году со званием бакалавра искусств).
С 1863 по 1865 год участвовал в Гражданской войне в США.
С 1865 по 1868 год путешествовал по Европе.
Сарджент не имел настоящего ботанического образования, но, по свидетельству, современников, обладал хорошими ботаническими «инстинктами».
Вернувшись в фамильное бруклинское поместье Хольм Леа, Сарджент, не имевший естественнонаучного образования, принял на себя руководство усадебным садом, поощряемый Горацио Холлисом Ханнивеллом, железнодорожным магнатом и банкиром и незаурядным ботаником-любителем и садоводом. Воля, кропотливый труд, обширные познания в дендрологии позволили Сардженту создать сад и парк, привлёкший к себе внимание как специалистов, так и публики. Сарджент стал членом Массачусетского общества садоводства и членом правления Массачусетского общества содействия земледелию.
Когда в 1872 году Гарвардский университет объявил о создании арборетума (во многом благодаря щедрой денежной помощи Ханнивелла), Френсис Паркмен, в это же время бывший профессором садоводства в гарвардском Институте Басси, предложил на пост руководителя арборетума и профессора ботаники своего соседа Сарджента. К концу 1872 года Сарджент стал первым директором Арнольд-Арборетума (занимал этот пост до самой смерти в течение 54 лет). Вместе с ландшафтным архитектором Фредериком Лоу Олмстедом Сарджент создал в 1879 году план этого ботанического университетского сада, который оказался моделью многих других подобных научных учреждений повсюду в мире.
Сарджент приложил немало усилий к тому, чтобы раскрыть творческий научный потенциал сотрудников Арборетума. При нём в Университете была создана библиотека книг по ботанике, садоводству, дендрологии — к 1929 году она содержала около 40 000 книг; многие из них были куплены на собственные деньги Сарджента (до своей кончины Сарджент передал Арборетуму всю свою личную библиотеку, а также и солидную сумму денег). В библиотеке был также гербарий, содержавший образцы древесных растений со всего света. Сарджент разработал план издания ботанических книг, включая университетские и школьные учебники и научно-популярные брошюры. Экспедиции помощников Сарджента, в особенности в Юго-Восточную Азию и на Дальний Восток, давали много новых растений, в том числе в культуру, расширяли знания об их развитии и систематике. Арборетум Арнольда стал занимать в научном мире главные позиции.
Сарджент сложился, прежде всего, как дендролог и систематик древесных растений, особенно весом его вклад в изучение боярышников. Но он известен также как организатор охраны объектов природы. Он много писал, его научное влияние подвигло американцев к сохранению лесов (в особенности, в Катскильских и Адирондакских горах). В 1885 году он руководил комиссией по сохранению лесов Адирондака, в 1896—1897 годах — комиссией американской Национальной Академии наук по изучению лесов, которая дала рекомендации по этому вопросу американскому правительству.
С 1887 по 1897 год Сарджент издавал и редактировал еженедельный журнал «Garden and Forest: A Journal of Horticulture, Landscape Art, and Forestry» — первый американский журнал, посвящённый садоводству, ботанике, паркостроению, научному лесоведению и сохранению лесных богатств (хотя журнал выходил нерегулярно, Сарджент считал его печатным органом Арборетума).
Сарджент организовал сбор и передачу в Американский музей естественной истории полной коллекции американских древесных растений.

## Награды и почётные звания
- 1893 — Медаль Французского общества земледелия
- 1895 — академик Американской Национальной Академии наук
- 1896 — Памятная медаль Вича
- 1901 — Почётный доктор наук Гарвардского университета
- 1910 — Медаль Массачусетского общества садоводов
- 1920 — Медаль Американского клуба садов
- 1923 — Медаль Американской ассоциации генетиков
- 1924 — Рододендроновый кубок имени Лодера Английского Королевского общества садоводов

## Названы в честь Сарджента
Роды растений
- Sargentia S.Watson (семейство Рутовые)
- Sargentodoxa Rehder & E.H.Wilson (семейство Sargentodoxaceae)

Секция растений
- Cerasus sect. Sargentiella Koehne (семейство Розовые)

Виды растений
В честь Сарджента названо множество видов растений, в том числе Можжевельник Сарджента (Juniperus sargentii), входящий в Красную книгу России.
Журнал
- Ботанический журнал «Sargentia» (издавался с 1942 по 1949)

## Печатные труды
- Sargent C.S. A Catalogue of the Forest Trees of North America, 1880.
- Sargent C.S. Asa Gray. Sun, January 3, 1886.
- Sargent C.S. New or Little Known North American Trees, 1889—1902.
- Sargent C.S. The Silva of North America: A Description of the Trees which Grow Naturally in North America. Boston, Houghton Mifflin Co., 1891—1902[5]
- Sargent C.S. Forest Flora of Japan, 1894
- C. S. Sargent. Notes of Crataegus in the Champlain Valley. Rhodora, February 1901. 3:26.
- Sargent C.S. Notes on a Collection of Crataegus made in the Province of Quebec, near Montreal. Rhodora, April 1901. 3:28.
- Sargent C.S. Recently Recognized Species of Crataegus in Eastern Canada of New England, I. Rhodora, February 1903. 5:50.
- Sargent C.S. The Genus Crataegus in Newcastle, Delaware. Botanical Gazette February 1903. v.35.
- Sargent C.S. Recently Recognized Species of Crataegus in Eastern Canada of New England, II. Rhodora, April 1903. 5:52.
- Sargent C.S. Recently Recognized Species of Crataegus in Eastern Canada of New England, III. Rhodora, May 1903. 5:53.
- Sargent C.S. Crataegus in Northeastern Pennsylvania. Botanical Gazette June 1903. 35:377-404.
- Sargent C.S. Recently Recognized Species of Crataegus in Eastern Canada of New England, V. Rhodora, June and July 1903. 5:54-55.
- Sargent C.S.Crataegus in Eastern Pennsylvania. Proceedings of the Academy of Natural Sciences of Philadelphia. September 1905.
- Sargent C.S. Recently Recognized species of Crataegus in Eastern Canada of New England, VI. Rhodora, September-November 1905. 7:81-83.
- Sargent C.S. Sargent, Charles S. and C. H. Peck. Species of Crataegus Within Twenty Miles of Albany. New York State Museum Bulletin 105. 1905. Report of the State Botanist.
- Sargent C.S. Trees and Shrubs: Illustrations of New or Little Known Ligneous Plants, 1905—1913.
- Sargent C.S. Manual of the trees of North America, 1905
- Sargent C.S. Crataegus in Southern Michigan. State Board of Geological Survey. 1907.
- Sargent C.S. Crataegi of Ontario. Ontario Natural Science Bulletin: Journal of the Wellington Field Naturalist’s Club No. 3. August 1907.
- Sargent C.S. Some Additions to the Crataegus Flora of Western New York. New York State Museum Bulletin 122, Report of the State Botanist. 1907.
- Sargent C.S. Crataegus in Southern Ontario. Ontario Natural Science Bulletin No. 4. 1908.
- Sargent C.S. Crataegus in Missouri. 19th Annual Report of the Missouri Botanical Garden. 1908.
- Sargent C.S. Crataegus in New York. New York State Museum Bulletin 167, Report of the State Botanist pp. 53–124. 1912.
- Sargent C.S. Plantae Wilsonianae, an enumeration of the woody plants collected in western China for the Arnold arboretum of Harvard university during the years 1907, 1908, and 1910 by E.H. Wilson, ed. by Charles Sprague Sargent. Vol. I-3, Cambridge: The University press, 1913—1917
- Sargent C.S. The Arnold Arboretum — What It Is and What It Does. Garden Magazine, November 1917. pp. 122–125.
- Sargent C.S. Botanical Activities of Percival Lowell. Rhodora, 1917. pp. 22–24.
- Sargent C.S. Crataegus in Pennsylvania, II. Proceeding of the Academy of Natural Sciences of Philadelphia, March 1920. pp. 150–253.
- Sargent, Charles S. The First Fifty Years of the Arnold Arboretum. Journal of the Arnold Arboretum, 1921. 3: 127—171
- Sargent C.S. The First Fifty Years of the Arnold Arboretum. Journal of the Arnold Arboretum, January 1922. 3 (3):127-171.
- Sargent C.S. Manual of the Trees of North America (Exclusive of Mexico), 1922.
- Sargent C.S. David Sears, Tree Planter. Horticulture, April 15, 1925. pp. 164–165.
- Sargent C.S. A Guide to the Arnold Arboretum, 1925.
- Sargent C.S. The Greatest Garden in America, The Arnold Arboretum. Home Acres, February 1927. pp. 95, 112.